# Eulàlia Bergadà
Eulàlia Bergadà (Palma, 1985) és una ballarina i coreògrafa mallorquina.
Graduada en Coreografia i Interpretació, i en Dansa Clàssica i Contemporània, i postgraduada en la companyia IT Dansa de l'Institut del Teatre de Barcelona. Ha treballat com a ballarina, coreògrafa o assistent de moviment amb diverses creadores de les arts escèniques, i ha col·laborat amb artistes com ara la cia United Cowboys (Països Baixos), Tanya Beyeler, Lipi Hernández, Xavi Martínez, Joan Fullana i Albert Mestres, o amb Paco Azorín i Carlos Martos en el camp de l’òpera. El 2015 crea la seva companyia, a través de la qual porta a terme diferents projectes i obres, com ara Flying Pigs, estrenada al Graner i al Convent dels Àngels del Macba (Barcelona, 2015); Gold Dust Rush, obra guanyadora del Premi Institut del Teatre 2015, amb producció al Festival Grec de Barcelona 2016; Nixie (deep inside) (2018), part del programa INEXCHANGE de DansBrabant (Tilburg, Països Baixos); i Very Very Slightly (2020), coproduïda pel Mercat de les Flors (Barcelona) i el Teatre Principal de Palma (Mallorca). També és creadora del projecte Opening Projects (des del 2018), on desenvolupa diferents site-specific per a diversos esdeveniments.